# Cratere Van Vleck
Van Vleck è un cratere lunare di 33,48 km situato nella parte sud-orientale della faccia visibile della Luna.